# FIBA Asia
FIBA Asia es una confederación de las asociaciones nacionales de baloncesto. Es una delegación geográfica de la FIBA para todo el continente asiático. Está dividida en seis regiones, donde cada una posee un presidente propio y una secretaría propia. Las seis regiones son Este asiático, Sudeste asiático, Sur de Asia, Asia central, Golfo y Oeste asiático. La región central es la cabecera de FIBA Asia.

## Regiones y miembros

### EABA, Este asiático
|                                                                                 | Federación | Selección |
| China Japón Corea del Sur China Taipéi Corea del Norte Mongolia Macao Hong Kong | ver -      | ver       |

### SEABA, Sudeste asiático
|                                                                                     | Federación    | Selección |
| Brunéi Camboya Indonesia Laos Malasia Birmania Filipinas Singapur Tailandia Vietnam | - ver - ver - | ver       |

### SABA, Sur de Asia
|                                                                    | Federación | Selección |
| Afganistán Bangladés Bután India Maldivas Nepal Pakistán Sri Lanka | -          | ver       |

### WABA, Oeste asiático
|                                                 | Federación | Selección |
| Irán Irak Jordania Líbano Palestina Siria Yemen | ver -      | ver       |

### GBA, Golfo
|                                                                | Federación  | Selección |
| Baréin Arabia Saudita Kuwait Omán Catar Emiratos Árabes Unidos | ver - ver - | ver       |

### CABA, Asia central
|                                                          | Federación | Selección |
| Kazajistán Kirguistán Tayikistán Turkmenistán Uzbekistán | ver -      | ver       |

### Miembros anteriores
- Timor Oriental (2012-2015) Se trasladó a FIBA Oceanía.

## Torneos

### Selecciones
| Competiciones masculinas              | Competiciones masculinas | Competiciones masculinas |
| Torneo                                | Último torneo            | Campeón vigente          |
| ------------------------------------- | ------------------------ | ------------------------ |
| Campeonato FIBA Asia                  | Yakarta 2022             | Australia                |
| FIBA Asia Challenge                   | Teherán 2016             | Irán                     |
| Competencias para selecciones menores |                          |                          |
| Campeonato FIBA Asia Sub-18           | Amán 2024                | Australia                |
| Campeonato FIBA Asia Sub-16           | Doha 2023                | Australia                |
| Competiciones femeninas               |                          |                          |
| Torneo                                | Último torneo            | Campeón vigente          |
| Campeonato FIBA Asia Femenino         | Sídney 2023              | China                    |
| Competencias para selecciones menores |                          |                          |
| Campeonato FIBA Asia Sub-18           | Shenzhen 2024            | Australia                |
| Campeonato FIBA Asia Sub-16           | Amán 2023                | Filipinas                |

### Clubes
- Copa de Campeones de FIBA Asia (FIBA Asia Champions Cup)

Competencias regionales
- Liga de Baloncesto de la ASEAN (ASEAN Basketball League)
- Copa de Campeones de la WABA (WABA Champions Cup)